# Le Roncenay-Authenay

Le Roncenay-Authenay este o comună în departamentul Eure, Franța. În 2015 avea o populație de 372 de locuitori.